# Carcelia noumeensis
Carcelia noumeensis är en tvåvingeart som beskrevs av Louis-Paul Mesnil 1969. Carcelia noumeensis ingår i släktet Carcelia och familjen parasitflugor. Inga underarter finns listade i Catalogue of Life.